# Museo Europeo de Arte Moderno
El Museo Europeo de Arte Moderno (MEAM) abrió sus puertas 8 de junio de 2011 en el barrio de la Ribera de la ciudad de Barcelona (España), muy cerca del Museo Picasso, convirtiéndose en el primer museo de arte figurativo contemporáneo de España. Su director es el arquitecto barcelonés José Manuel Infiesta. Es una iniciativa privada, iniciada por la Fundación de las Artes y los Artistas.

## Edificio
El museo tiene su sede en el Palau Gomis, en la confluencia de las calles Montcada, Princesa y Barra de Hierro, en el barrio de la Ribera de Barcelona. El edificio es del siglo XVIII, de tres plantas y dispone de un patio noble con escalinata de piedra.
En 1791, Francesc Gomis compró dos casas de la zona y encargó a Joan Garrido que le hiciera una finca al estilo de la época. Pocos años después, con la invasión de Napoleón y el bloqueo de Barcelona, el Palau fue confiscado por el ejército francés, convirtiéndose en el domicilio particular del general Josep Lechi. Precisamente, la calle Princesa se proyectó a raíz de la necesidad de unir este palacio con el Parque de la Ciudadela. Este proyecto dividiría el palacio en dos, obligando a construir una nueva fachada, que data de 1855.
A principios del siglo XX, se realizaron varias modificaciones, dándole un aire más modernista. Tras la Guerra Civil, alojó actividades diversas, tales como un prostíbulo o una casa de caridad.
A principios del siglo XXI, se rehabilitó la planta principal, para crear un Centro de Exposiciones de Arte Contemporáneo. Este proyecto recibió un Premio FAD en 2002. Tres años después, la Fundación de las Artes y los Artistas adquirió la finca.

## Colección

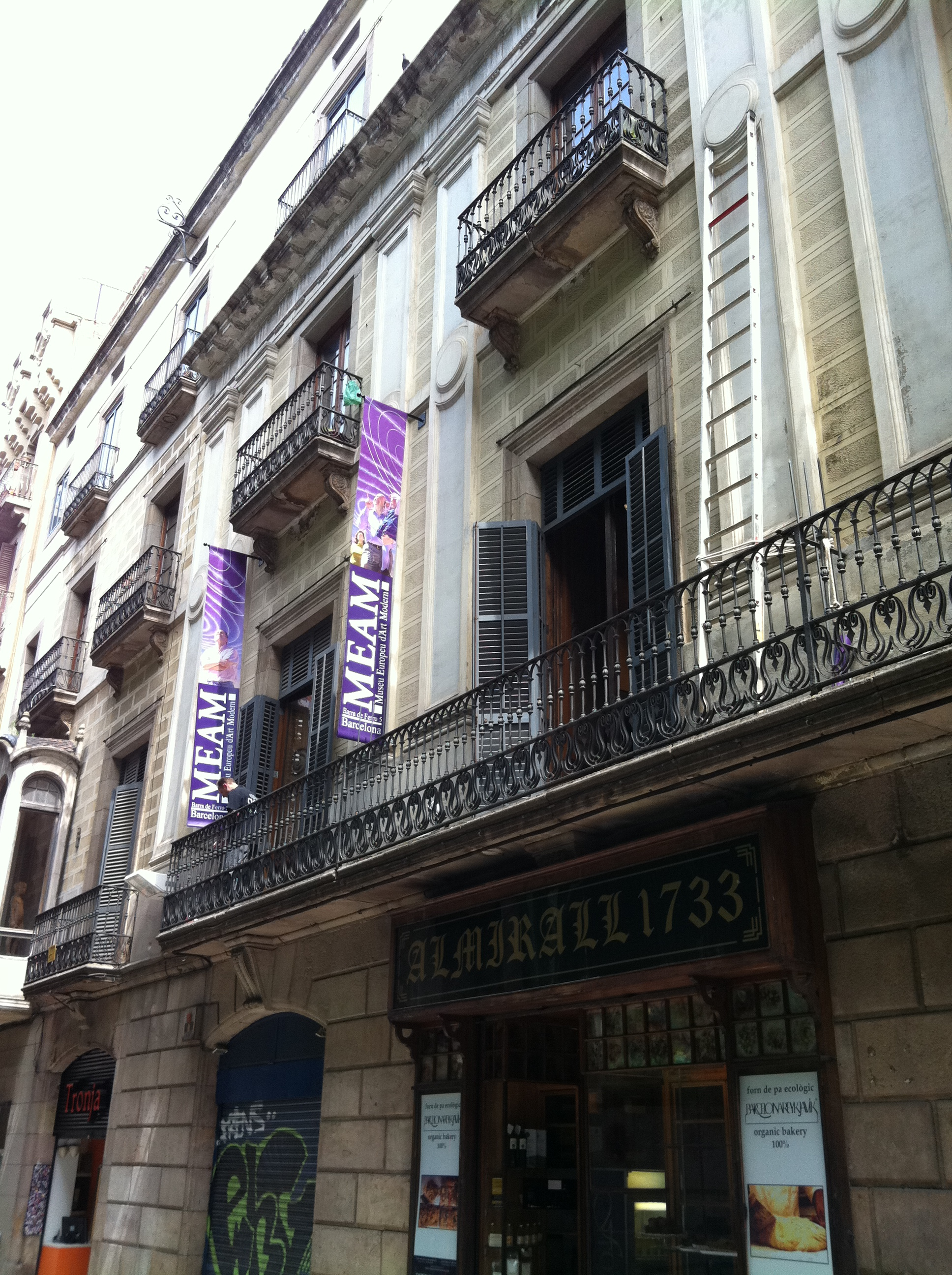
Vista del museo desde la calle de princesa

La colección está formada básicamente por obras figurativas y realistas del siglo XXI. Se prevé exponer unas 200 pinturas y unas 40 esculturas de unos 150 artistas vivos. Su presentación se distribuye en tres secciones:
- Escultura moderna del siglo XX
- Colección de figuras de Art Déco
- Pintura figurativa

Algunos artistas presentes en la colección del museo son:
- Jordi Diaz Alamà
- José Manuel Belmonte Cortés
- Alessio Bogani
- Pepe Castellanos
- Glauco Capozzoli
- Enrique Collar
- Sam Drukker
- Jorge Egea
- Golucho
- Susanne Hay
- Wenceslao Jiménez Molina
- Barro Lu
- Kike Meana
- Adrià Pina
- Carlos Saura Riaza
- Luciano Ventrone